# بریتانیای نو

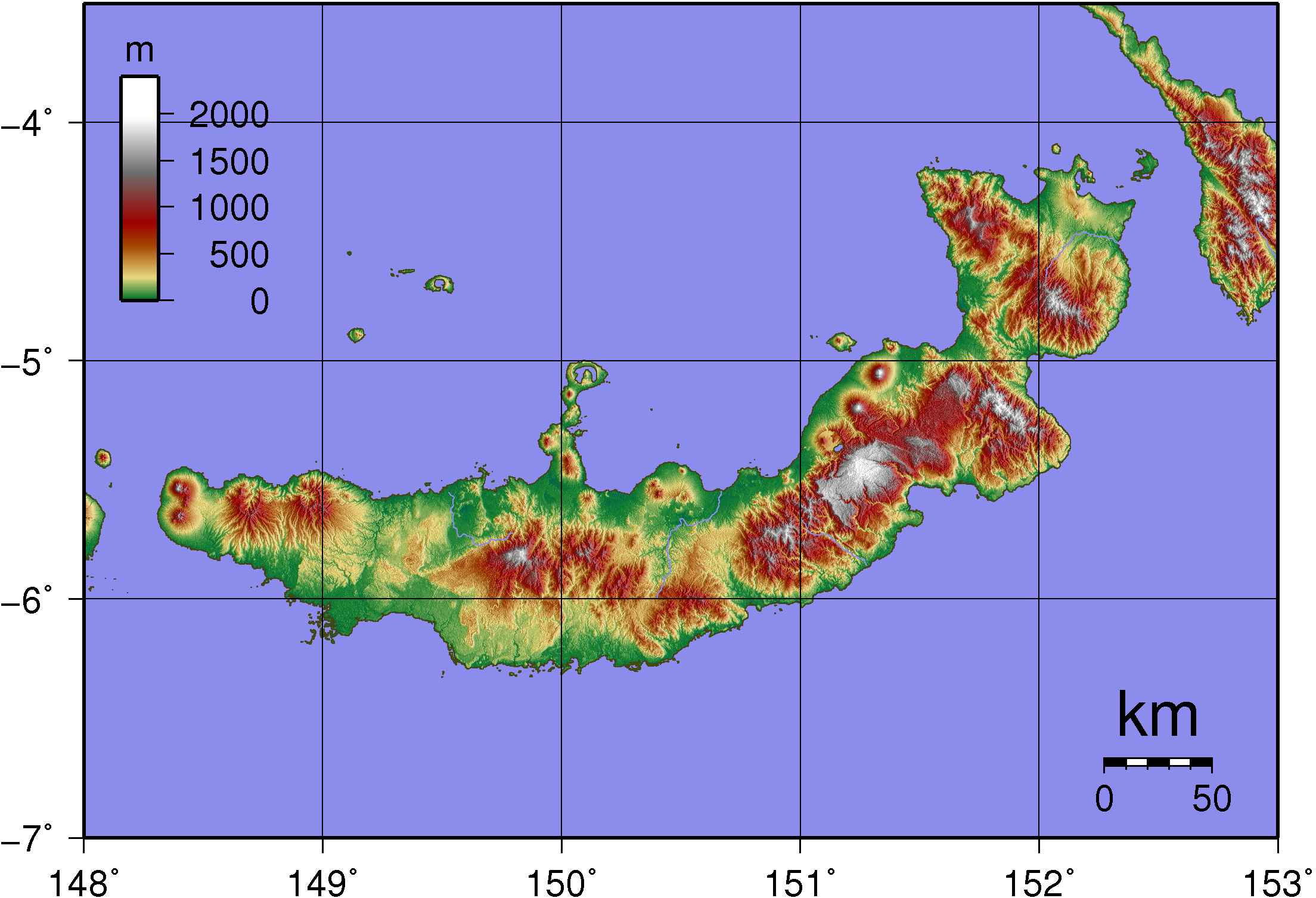
نقشه توپوگرافی جزیره.

بریتانیای نو جزیره‌ای است متعلق به پاپوآ گینه نو در قاره اقیانوسیه. بریتانیای نو بزرگترین جزیره آبخستگان بیسمارک (مجمع الجزایر بیسمارک) است. این جزیره ۳۶۵۲۰ کیلومترمربع وسعت و ۵۱۳٬۹۲۶ نفر (سرشماری ۲۰۱۱) جمعیت دارد. ابعاد تقریبی جزیره ۲۹ در ۱۴۶ کیلومتر است.